# Kamp Balderhaar
Kamp Balderhaar, bij Kloosterhaar was een werkkamp dat kort voor de Tweede Wereldoorlog gebouwd werd in het kader van de werkverschaffing.

## Opbouw
Kamp Balderhaar was gelegen aan de Verlengde Broekdijk bij het dorp Kloosterhaar en werd in 1938 voor de werkverschaffing gebouwd. In 1939 wordt het overgenomen door de Rijksdienst voor de Werkverruiming. Tot begin januari 1942 hebben werkeloze Nederlanders in het kamp gewoond. Zij moesten woeste grond ontginnen. In het kamp was woonruimte voor 96 arbeiders. Leider van het kamp was een kok/beheerder.

## Joodse periode
Vanaf januari 1942 tot de nacht van 2 op 3 oktober (Jom Kipoer) van dat jaar is het kamp in gebruik geweest als buffer voor Westerbork. Joodse mannen woonden in die periode als arbeider in het kamp en werden ingezet bij graafwerkzaamheden. In genoemde nacht zijn alle Joodse mannen uit de werkkampen, zo ook die uit Kamp Balderhaar, naar Kamp Westerbork afgevoerd. Hen was wijs gemaakt dat daar gezinshereniging zou plaatsvinden. De tocht naar station Bergentheim moest te voet worden afgelegd. Vandaar ging het vervoer per trein. Het werk in het kamp werd beschreven als bezighouderij. Het redelijke rantsoen werd na enige tijd aanmerkelijk kleiner omdat de bezetter het niet nodig vond om voldoende voedsel aan Joodse mensen te verstrekken.

## Latere periode
Tussen 1943 en 1945 werden in kamp Balderhaar gezinnen die door de Duitsers in het kader van de bouw van de Atlantikwall uit hun huis in de kuststreek verdreven waren gehuisvest.
Het kamp is in 1953 gesloopt. Nu wordt er op de plaats van het vroegere kamp zand gewonnen.